# Team America, police du monde
Pour les articles homonymes, voir Team America.
Pour plus de détails, voir Fiche technique et Distribution.
Team America, Police du monde, ou Escouade américaine : Police du monde au Québec (Team America: World Police en version originale), est un film américain de Trey Parker sorti en 2004.
Réalisé avec des marionnettes (avec la technique dite de la supermarionation), le film est un pastiche de la série télévisée Les Sentinelles de l'air (The Thunderbirds, 1965).
Le film est un succès, reçoit d'excellentes critiques et récolte plus de 52 millions de dollars dans le monde.

## Synopsis
Alors que la Team America abat un groupe terroriste attaquant Paris, l'un d'entre eux Joe, est blessé fatalement par un terroriste, alors qu'il demandait Lisa, une de ses coéquipières en mariage. La perte de Joe mènera alors à des conflits internes, mais le temps presse : Kim Jong-Il, le Dirigeant Suprême de la Corée du Nord prévoit, grâce à ses acteurs fétiches, d'éliminer les dirigeants des pays du monde entier et de semer le chaos partout dans le monde. Seul Gary Johnston, un acteur talentueux recruté par le commandant Spottswoode de la Team America pourra à force d'entraînement et de courage, mettre fin à la folie de Kim.

## Fiche technique
Sauf indication contraire, les informations mentionnées dans cette section peuvent être confirmées par la base de données cinématographiques IMDb,  présente dans la section « Liens externes ».
- Titre d'origine : Team America: World Police
- Titre français : Team America, police du monde
- Titre québécois : Escouade américaine : Police du monde
- Réalisation : Trey Parker
- Scénario : Trey Parker, Matt Stone et Pam Brady
- Musique : Harry Gregson-Williams
- Direction artistique : Ramsey Avery, John Berger et Thomas Valentine
- Décors : Jim Dultz
- Costumes : Karen Patch
- Photographie : Bill Pope
- Montage : Thomas M. Vogt
- Production : Trey Parker, Scott Rudin, Matt Stone et Pam Brady (producteurs), Scott Aversano et Anne Garefino (producteurs délégués), Frank C. Agnone II et Michael Polaire (coproducteurs)
- Sociétés de production : Paramount Pictures, Scott Rudin Productions et Lightstorm Entertainment et MMDP Munich Movie
- Sociétés de distribution : Paramount Pictures (Canada et États-Unis), United International Pictures (UIP) (International)
- Budget de production : 32 millions de dollars (estimation)
- Pays d'origine :  États-Unis
- Langue originale : anglais, français, klingon, coréen et arabe
- Format : couleurs - 1.33 : 1, 1.85 : 1, 2.35 : 1 et 2.39 : 1 - 35 mm - son DTS Dolby Digital SDDS
- Genres : animation, comédie, action
- Durée : 98 minutes
- Dates de sortie en salles :
  - États-Unis : 11 octobre 2004 (première à Hollywood) ; 15 octobre 2004 (sortie nationale)
  - Canada : 15 octobre 2004
  - Royaume-Uni : 14 janvier 2005
  - France : 9 mars 2005

## Distribution

### Version originale
La plupart des voix des personnages sont en fait celles de Trey Parker et Matt Stone, les créateurs de la série animée South Park (où ils font également les voix de la plupart des personnages), qui sont ici coscénaristes et producteurs.
- Trey Parker : Gary Johnston, Joe, Kim Jong Il, Hans Blix, Carson, l'alcoolique du bar, Matt Damon, Tim Robbins, Sean Penn, Michael Moore, Helen Hunt, Susan Sarandon, Jenneane Garofalo, Présentateur télé, quelques terroristes
- Matt Stone : Chris, George Clooney, Danny Glover, Ethan Hawke, quelques terroristes
- Kristen Miller : Lisa
- Masasa : Sarah
- Daran Norris : Spottswoode
- Phil Hendrie : I.N.T.E.L.L.I.G.E.N.C.E., terroriste tchétchène
- Maurice LaMarche : Alec Baldwin
- Chelsea Marguerite : la mère française
- Jeremy Shada : Jean-François
- Fred Tatasciore : Samuel L. Jackson

### Version française
Les stars hollywoodiennes parodiées ont pour la plupart retrouvé leur comédien d'usage, excepté pour Samuel L. Jackson (d'habitude doublé par Thierry Desroses, ici remplacé par Gilles Morvan). Là où Trey Parker et Matt Stone se partagent à eux seuls les personnages principaux, la version française attribue à ces derniers des comédiens de doublage des plus renommés.
- Emmanuel Garijo : Gary Johnston
- Guillaume Orsat : Chris
- Arnaud Arbessier : Joe
- Richard Darbois : Spottswoode
- Christophe Lemoine : Kim Jong Il
- Laura Préjean : Lisa
- Virginie Méry : Sarah
- Thierry Wermuth : I.N.T.E.L.L.I.G.E.N.C.E
- Emmanuel Jacomy : Alec Baldwin
- Jean-Philippe Puymartin : Tim Robbins
- Emmanuel Karsen : Sean Penn
- Josiane Pinson : Helen Hunt
- Alexandre Gillet : Ethan Hawke
- Jean-Michel Farcy : Michael Moore
- Marie-Laure Dougnac : Liv Tyler
- Patrick Noerie : George Clooney
- Gilles Morvan : Samuel L. Jackson
- Béatrice Delfe : Susan Sarandon
- Philippe Ogouz : Martin Sheen
- Michel Prudhomme : Peter Jennings
- Said Amadis : le chef des Tchetchene
- Philippe Dumat : Hans Blix
- Pierre Baton : le poivrot du bar
- Direction artistique : Thierry Wermuth
- Adaptation : William Coryn

### Version québécoise
- Joël Legendre : Gary Johnston
- Sylvain Hétu : Chris
- Paul Sarrasin : Joe
- Hubert Gagnon : Spottswoode
- François L'Écuyer : Kim Jong Il et l'alcoolique du bar
- Viviane Pacal : Lisa
- Aline Pinsonneault : Sarah
- Stéphane Rivard : Alec Baldwin
- Benoit Rousseau : Tim Robbins
- Daniel Picard : George Clooney
- Edgar Fruitier : Hans Blix
- Claudine Chatel : Susan Sarandon
- Mario Desmarais : Martin Sheen
- Benoit Éthier : Carson
- Pierre Chagnon : Chef des terroristes
- Sébastien Dharvenas : Sean Penn
- François Godin : Ethan Hawke
- Éric Gaudry : Samuel L. Jackson
- Natalie Hamel-Roy : Helen Hunt
- Direction et adaptation : François Asselin

## Accueil

### Critique
Team America: Police du monde rencontre un accueil critique globalement positif. Sur le site agrégateur de critiques Rotten Tomatoes, le film obtient un score de 77 % d'avis favorables, sur la base de 193 critiques collectés et une note moyenne de 6,9 sur 10. Sur Metacritic, il obtient une note moyenne pondérée de 64 sur 100, sur la base de 38 critiques collectés.

### Box-office
Team America: Police du monde engrange une recette totale de 50 907 422 $ au box-office mondial, dont 32 786 074 $ en Amérique du Nord.

## Autour du film
- La « Fédération des Acteurs en Groupe » (Film Actors' Guild en VO) a pour sigle « FAG », ce qui pourrait correspondre à « Pédé » en français. Dans la version française, cette fédération devient la « Guilde des Acteurs Yankees » (GAY).
- La scène qui montre Gary et Lisa faire l'amour a été censurée dans la version française afin de supprimer des actes scatophiles (de 43.32 à 43.42 minutes dans la version québécoise).
- La séquence où Gary s’entraîne rapidement grâce à un « montage » est une reprise d'un épisode de South Park (épisode Asspen), autre création de Trey Parker, où l'on voit Stan s’entraîner à skier avec la même chanson[1].
- Une des chansons du film America (Fuck Yeah) deviendra très populaire sur Internet dans l'année qui suit la sortie du film, au point d'en devenir un incontournable mème des années 2000.
- De nombreuses références au monde de la cinématographie sont faites tout le long du film.